# Martín de Salaverría
Martín de Salaverría (* unbekannt; † möglicherweise Oktober 1783 auf Trinidad) war ein spanischer Militär und von 1779 bis 1783 Zivilgouverneur von Trinidad.

## Gouverneursamt
1777 wies die spanische Kolonialverwaltung die Intendanz in Caracas aufgrund eines Gutachtens von Philippe Rose Roume de Saint-Laurent an, die Landvergabe an nichtspanische Siedler auf Trinidad unter eine zivile Aufsicht zu stellen, was eine Beschneidung der Kompetenzen des damaligen Gouverneurs von Trinidad, Manuel Fálques, darstellte. Die Wahl fiel auf Martín de Salaverría, den Kommandanten der Küstenwache von Caracas. Im Juli 1778 reiste de Salaverría nach Trinidad, zunächst im Range eines Abgesandten des Intendanten von Caracas. Seine Aufgaben umfassten Maßnahmen zur Bevölkerungssteigerung der strategisch wichtigen Insel sowie die Förderung von Landwirtschaft und Handel. Im April 1779 wurde erstmals in der Geschichte Trinidads eine Doppelspitze in der Verwaltung des Landes eingerichtet: Fálques war fortan nur noch für die militärischen Angelegenheiten der Kolonie zuständig, was die Aufrechterhaltung der Verteidigungsfähigkeit sowie die innere Sicherheit umfasste, de Salaverría war hingegen als Zivilgouverneur für die zivile Verwaltung und allgemeine Belange verantwortlich. Die Abschrift des Verwaltungsakts kam erst im August 1779 in Trinidad an; zu diesem Zeitpunkt war de Salaverría de facto alleiniger Gouverneur der Insel, da Fálques im Juli 1779 verstorben war. In der Folge der Ankunft des Erlasses auf Trinidad nahm Truppenkommandeur Rafael Delgado mit Billigung von de Salaverría das Amt des Militärgouverneurs an sich und wurde später offiziell bestätigt. De Salaverrías Amtszeit war geprägt von beständigem Kompetenzgerangel, erst mit Gouverneur Fálques, dann mit Militärgouverneur Delgado. Zu seinen Leistungen zählen die erstmalige Verlegung der Tagung des Cabildo von Trinidad von St. Joseph nach Port of Spain sowie der Bau der ersten katholischen Kirche in Port of Spain. De Salaverrías Amtszeit endete im Oktober 1783; je nach Quelle wurde er entweder versetzt oder verstarb auf Trinidad. Sein kommissarischer Nachfolger war Juan Francisco Machado.